# Donna Summer
LaDonna Adrian Gaines (Boston, Massachusetts; 31 de diciembre de 1948-Naples, Florida; 17 de mayo de 2012), conocida por su nombre artístico Donna Summer, y apodada también como La Primera Dama del Amor, La Pantera de Boston, y La Reina de la Música Disco, fue una cantante, compositora, pianista, pintora y actriz estadounidense, mundialmente famosa por sus canciones de música disco durante los años 1970 y comienzos de los 80.
Ganó en cinco ocasiones los premios Grammy. A lo largo de su carrera vendió más de 150 millones de copias en todo el mundo, lo que la convierte en una de las cantantes con mayores ventas de todos los tiempos.
A lo largo de su carrera logró amplio éxito con varios sencillos como «Last Dance», «Hot Stuff», «MacArthur Park», «On the Radio», «She Works Hard for the Money», «Love to Love you Baby», «I Feel Love», «This Time I Know It's for Real», «Bad Girls» y «No More Tears (Enough is Enough)», sencillo que lanzó con la cantante y actriz estadounidense Barbra Streisand. 
Summer se involucró en el mundo de la música a través de los grupos del coro de su iglesia antes de unirse a una serie de bandas influenciadas por la Motown Sound. Influida por la contracultura de la década de 1960, se convirtió en la vocalista al frente de la banda de rock psicodélico Crow y se trasladó a la ciudad de Nueva York.
Inicialmente no tuvo el éxito esperado y se trasladó a Alemania, donde participó en teatro musical e inició su fructífera colaboración con el productor y DJ italiano Giorgio Moroder, clave en su éxito y precursor del género. Se casó con Helmut Sommer, de cuyo apellido derivó el nombre artístico Donna Summer.
En 2004 fue la primera artista incluida en el Salón de la Fama de la Música Dance, junto con Barry White y los Bee Gees. En 2013 fue incluida en el Salón de la Fama del Rock and Roll. Es considerada como La Reina de la Música Disco, título honorífico que comparte con la cantante Gloria Gaynor sin embargo, la lista de éxitos de Donna es más amplia y de mayor alcance. 
Falleció por un cáncer de pulmón el 17 de mayo de 2012, en su casa de Naples, Florida.

## Biografía

### 1948-1973: Infancia e inicios en la música
Summer nació el 31 de diciembre de 1948, en Boston, Massachusetts, hija de Andrew y Mary Gaines. Se crio en el barrio de Boston de Mission Hill junto a sus otros seis hermanos. Su padre era carnicero y su madre maestra de escuela. La madre de Summer dijo que ella antes de hablar, cantaba. Hizo su debut en la actuación con tan solo diez años en su iglesia sustituyendo a un vocalista que no se presentó. Summer recordó que mientras cantaba rompió a llorar, todos los que la rodeaban también lloraban y este fue un momento increíble en su vida: sintió que Dios le estaba diciendo que sería muy famosa.
Summer asistió a Boston's Jeremiah E. Burke High School donde actuó en musicales de dicha escuela y fue considerada muy popular en su clase. También fue algo alborotadora, asistiendo a fiestas, evitando que sus padres se enterasen de lo que ella hacía. En 1967, pocas semanas antes de graduarse, Summer se mudó a Nueva York, donde fue miembro de la banda musical de rock, Crow. Después de ser reconocidos como buenos cantantes por cada sello discográfico, decidieron separarse. Sin embargo, Summer siguió viviendo en Nueva York. Intentó obtener un papel en el musical Hair, pero no lo logró, pues fue elegida Melba Moore.
Por suerte, cuando el musical Hair giró por Europa, Donna fue elegida para reemplazar a Melba Moore. Se trasladó a Múnich, tras obtener la aprobación de sus padres. Fue allí donde Summer se convirtió en una bella cantante, cantando varias canciones en alemán. Además participó en los musicales Ich bin ich, Godspell y Show Boat. Después de tres años en Alemania se trasladó a Viena, Austria y se unió a la Volksoper de Viena. Recorrió brevemente con un grupo musical llamado FamilyTree, una creación del productor Guenter "Yogi" Lauke. En 1968, Summer sacó su primer sencillo en Polydor, una versión en alemán del musical Hair, titulado Wassermann (Aquarius) seguido en 1971 por un segundo sencillo, llamado Sally Go 'Round the Roses junto a The Jaynetts. En 1972, se publicó su tercer sencillo If You Walkin' Alone.

### 1974-1979: Éxito musical y escándalo deLove to Love You Baby

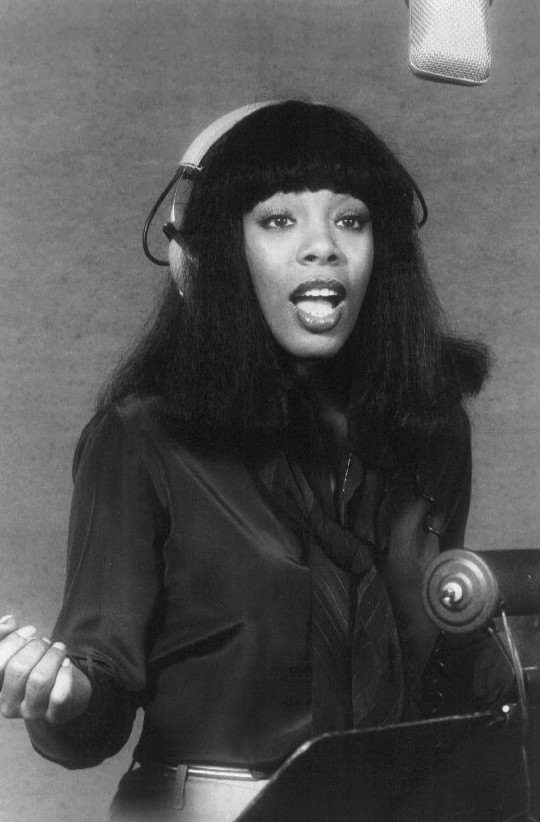
Donna Summer en estudio de grabación en 1977.

Mientras cantaba como corista en una sesión de grabación en Múnich Musicland Studios para Three Dog Night, Summer se reunió con los productores Giorgio Moroder y Pete Bellote. El trío forjó una asociación de trabajo y empezaron a colaborar en canciones a partir de 1974. Una cinta de demostración de los trabajos de Summer con Moroder y Bellotte llevó a un acuerdo con el sello europeo Groovy Records. El sello publicó el primer álbum de Summer, Lady of The Night. El álbum se convirtió en un éxito mundial con las canciones The Hostage y Lady of The Night, que llegaron a ser número uno en países como Holanda y Bélgica.
A mediados de 1975, mientras trabajaba en un nuevo álbum, Summer colaboró para una canción que Moroder estaba trabajando para otro artista en el entonces naciente estilo discoteca: Love to Love You Baby. Más tarde, Summer dijo que se había imaginado que Marilyn Monroe cantaba esta canción.
Al grabar la canción Donna incluyó atrevidos jadeos y gemidos propios de un orgasmo y se cuenta que para grabarlos pidió un ambiente íntimo: apagar las luces del estudio. Esto hizo pensar que las sensaciones sugeridas en la canción eran reales; reseñas de la revista Time y de otros medios llegaron a cuantificar que la canción sumaba 23 orgasmos. Sin embargo, cuando preguntaron a Donna «si se había tocado» o estimulado durante la grabación, ella contestó: «¿Tocarme? Sí, una pierna».
Love to Love You Baby se lanzó inicialmente en Europa, pero varias emisoras la rechazaron por su erotismo y tuvo un éxito modesto. Por suerte, una copia llegó a Estados Unidos y cayó en manos de Neil Bogart, presidente de la firma Casablanca Records. Bogart, conocido por sus lujosas fiestas, puso a prueba la canción haciéndola sonar en una de sus celebraciones; la reacción de los invitados fue tan entusiasta, que reclamaron que sonase una y otra vez. El directivo se puso en contacto con Moroder y Summer, anunciándoles que lanzaría la canción pero que necesitaba una versión extensa para el baile en discotecas. Recibió una versión de 17 minutos de duración, que no cabía en un disco de vinilo de tamaño sencillo y que tuvo que editarse en otro de 12 pulgadas: el maxisencillo, formato del que Donna Summer resultó ser pionera.
A principios de 1976, Love to Love You Baby alcanzó el puesto N.º 2 en los Billboard Hot 100 de los Estados Unidos, mientras que el álbum del mismo nombre, vendió más de un millón de copias. Llegó a ser el Top 5 en Reino Unido, a pesar de su prohibición en la BBC. 
En 1977 Donna Summer publicó I Remember Yesterday, un álbum conceptual que incluyó como canción estelar "I Feel Love"; este tema llegó al top 6 en las listas estadounidenses. La insistencia en temas de amor o sexo —los títulos de varias de sus canciones incluían la palabra "love"— motivó que Summer fuese apodada «la Primera Dama del Amor», lo que no era de su agrado. Por su belleza y por las sugerencias de sus canciones, Donna transmitía una imagen seductora y provocativa que no reflejaba su carácter real, más bien discreto. Sus canciones reinaban en las pistas de baile y se asociaban al desenfreno nocturno de clubes como Studio 54, pero ella siempre moderaba su vida social y rara vez trasnochaba. Esta fue la época dorada de la música disco; Donna desplazó a Gloria Gaynor quien, hasta ese entonces, ostentaba el título de "la reina de las discotecas".
Muy productiva, en el mismo año 1977, la cantante publicó un álbum doble inspirado en el mito de Cenicienta, Once Upon A Time, combinando baladas y ritmos bailables con sonido orquestal. Al año siguiente lanzó una versión rítmica de la balada MacArthur Park, que había sido dada a conocer por el actor y cantante Richard Harris. La canción fue el primer "top 1" de Donna en Estados Unidos y pertenecía a su primer álbum grabado en directo, Live and More, que llegó a ser disco de platino en dicho país al vender un millón de copias.
En 1978, participó como actriz en la película musical Thank God it's Friday (Gracias a Dios, es viernes) cuyo tema principal, Last Dance, era interpretado por ella y se convirtió en otro gran éxito en la radio; además, ganó el premio Óscar a la mejor canción. Donna apareció en la ceremonia de la Academia Estadounidense de las Artes y las Ciencias e interpretó el tema de manera magistral. También recibió un premio Grammy. 
En 1979, proclamado Año del Niño, la cantante participó en el concierto Music for UNICEF junto a estrellas como ABBA, Olivia Newton-John, Bee Gees y Rod Stewart; se codeaba con los más grandes. Pero no disfrutaba plenamente de tanto éxito: cayó en etapas de ansiedad y depresión que le llevaron a consumir tranquilizantes y otras medicamentos adictivos. Terminó su organismo por necesitarlos para su vida normal y tuvo que recibir tratamientos de desintoxicación.
Después lanzó, siguiendo su colaboración con Moroder y Bellotte, el álbum Bad Girls alusivo al mundo de la prostitución. Incluía la canción del mismo título, compuesta por el grupo Brooklyn Dreams y la propia Donna. Se cuenta que Neil Bogart quiso ofrecer esta canción a Cher, a lo que Donna se negó insistiendo en grabarla ella. El álbum incluyó otro éxito de tema igualmente provocativo: Hot Stuff (canción que en los años 90 sería incluida en la exitosa comedia The Full Monty). Mención especial merece el hecho de que Donna se convirtió en su propia competidora ya que tanto Bad Girls como Hot Stuff se peleaban por el primer lugar en el «top 5» en los Estados Unidos. 
Luego gana su segundo premio Grammy y en 1979 hace un insólito dueto con Barbra Streissand cantando (No More Tears) Enough is Enough; una rara incursión de Barbra en el género disco, que se incluyó también en el álbum Wet de Barbra. Este tema también se editó en "maxi-single" y fue un duelo maravilloso de voces de las dos reinas que se ubicó en el primer lugar de las listas. Con el tiempo fue reconocido el dueto interpretativo por la comunidad "gay" como un símbolo del orgullo en sus celebraciones anuales . 
Con estos éxitos, la Summer alcanzó el inusual récord de ocho éxitos "top 5" en un plazo de apenas dos años. En 1979, lanzó su primer recopilatorio para el que aportó la nueva canción, On The Radio, cuya letra citaba el reciente éxito Love Is In The Air de John Paul Young; este álbum doble llegó al número uno y la canción repitió el triunfo de entrar en el "top 5".

### 1980-1984: Ruptura con Casablanca Records y Del género dance al pop

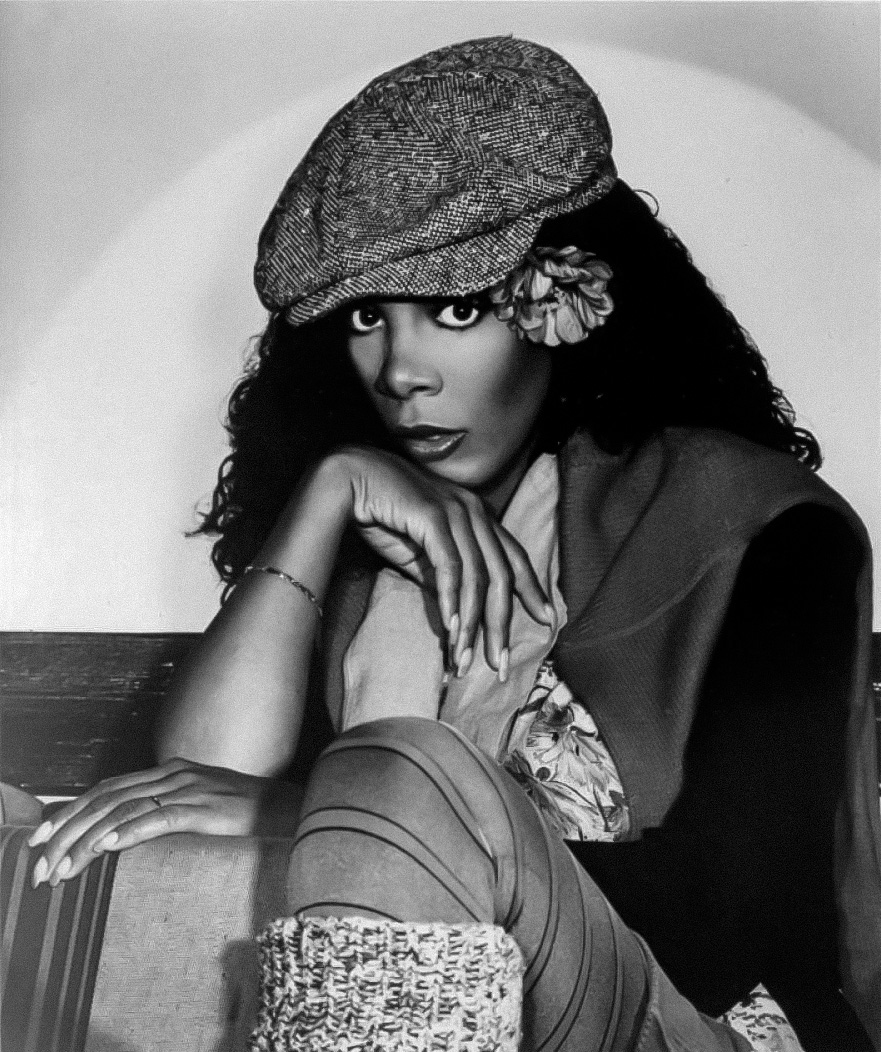
Summer en 1980.

En 1980 Donna Summer rompió su relación con Casablanca Records debido a discrepancias sobre el estilo musical que quería desarrollar en el futuro. A finales de los 70, la música disco caía en el descrédito por la saturación, y hubo gente que llegó a manifestarse destruyendo montones de maxi-singles con máquinas apisonadoras. Por otro lado, Donna renegaba de sus éxitos más sensuales, como Love to Love You Baby. Cuentan que se retiró de la vida nocturna propia del espectáculo y adoptó un fervor religioso casi puritano. 
Firmó contrato con Geffen Records, nuevo sello fundado por David Geffen, y lanzó el álbum The Wanderer, ya con influencias de la new wave y el rock al modo de Pat Benatar. La canción del mismo título llegó al "top 3" en Estados Unidos y el álbum alcanzó por ventas un disco de oro, pero sus resultados en el Reino Unido fueron inferiores. Luego, se preparó un segundo álbum, I'm a Rainbow, pero la compañía no llegó a lanzarlo por temor a un fracaso comercial y lo archivó (vería la luz en 1996). Algunas de sus canciones (como Romeo) llegarían a aparecer en películas como Flashdance.
Summer rompió su relación de años con Giorgio Moroder, y Geffen reclutó como productor al prestigioso Quincy Jones, quien se hizo muy célebre poco después por el éxito Thriller de Michael Jackson. La colaboración entre Donna y Quincy Jones dio como resultado el álbum Donna Summer, con canciones como Love Is in Control ("top 10" en las listas estadounidenses) y State of Independence. 
Pero surgió un nuevo conflicto: la compañía PolyGram, propietaria del sello Casablanca, reclamaba a Donna la grabación de un nuevo álbum a fin de liquidar su viejo contrato. La respuesta a tal demanda fue el álbum She Works Hard for the Money (1983), cuyo tema del mismo título (que en español significa: 'ella trabaja duro por dinero') llegó al "top 3", en parte gracias a un video musical que se hizo sumamente popular, en el que Donna encarnaba a una camarera humillada que tiene que seguir trabajando para subsistir. En un coqueteo con el género reggae, el disco incluía Unconditional Love, canción grabada en colaboración con el grupo Musical Youth. 
Liberada ya de su relación con Casablanca Records y PolyGram, Donna Summer lanzó en 1984 el álbum Cats Without Claws; un relativo fracaso al ser el primero que no llegaba al Disco de Oro por primera vez desde su debut diez años atrás. El estancamiento comercial de la cantante se agravó con su siguiente lanzamiento, All Systems Go (1987); el sencillo Dinner with Gershwin (homenaje al famoso compositor George Gershwin) tuvo un resultado discreto, y la canción All Systems Go ni llegó a lanzarse en Estados Unidos, conformándose en el Reino Unido con el puesto 54 en las listas. Las dificultades de Summer aumentaron cuando se vio envuelta en una polémica periodística: se le atribuyeron unas declaraciones antihomosexuales relativas al sida que provocaron un alud de críticas. La cantante insistió en la falsedad de tales afirmaciones y aclaró que ella respetaba la forma de vida de personas como los homosexuales.

### Con Stock, Aitken y Waterman
A fin de relanzar la carrera de Donna, Geffen Records llamó a los productores ingleses Stock, Aitken y Waterman (SAW), entonces de moda. Ellos habían lanzado al estrellato a Kylie Minogue, Rick Astley, Samantha Fox y otras figuras juveniles, y además, mediante estribillos pegadizos y ritmos bailables, produjeron exitosamente a gente como Bananarama y Cliff Richard. Se les consideraba infalibles como creadores de éxitos bailables, e incluso la italiana Sabrina Salerno recurrió a ellos para afianzarse comercialmente.
La alianza entre Summer y el trío SAW fructificó con el álbum Another Place and Time, cuyos principales éxitos fueron This Time I Know It's for Real y I Don't Wanna Get Hurt. Fue un lanzamiento muy accidentado: Geeffen Records se negó a publicarlo, lo que desembocó en la ruptura de su contrato con la cantante. El disco no vio la luz inicialmente en Estados Unidos sino en Europa gracias a la empresa Warner, habitual distribuidora de Donna Summer en dicho continente. El primer sencillo alcanzó buenas posiciones en las listas europeas, por lo cual la Warner decidió distribuir el álbum en Estados Unidos por medio de su filial Atlantic Records. Fue una astuta jugada, ya que las ventas fueron muy buenas y This Time I Know It's for Real terminó siendo el 12.º "single" de oro en la carrera de la cantante. 
Posteriormente, y dado el éxito del disco, Donna vuelve a grabar con los mismos productores británicos un segundo álbum, If I Have To Stand Alone, con canciones muy bailables y escritas pensando exclusivamente en ella. Desgraciadamente, el disco no vio la luz debido a discrepancias con su empresa. Algunas de sus canciones fueron Beyond Your Wildest Dreams, If I Have To Stand Alone, Happenin' All Over Again y That's No Reason. Posteriormente, este repertorio fue regrabado por Lonnie Gordon y llega a ser un nuevo "hit" de superventas en 1990 y 1991 para desesperación de los fanes de Donna.

### Década de 1990
Durante la década de los 90, Donna Summer lanzó algunas canciones inéditas como Carry On, que supuso su reencuentro con Giorgio Moroder; una remezcla de esta canción en 1997 significó otro premio Grammy en la carrera de la cantante. En 1990 y 1993, se publicaron dos recopilaciones de sus éxitos y, en 1991, Donna se atrevió con el sonido new jack swing publicando el álbum Mistaken Identity. En 1994 se acercó al góspel con el disco navideño Christmas Spirit. Ese mismo año se presentó en el XXXV Festival Internacional de la Canción de Viña del Mar.

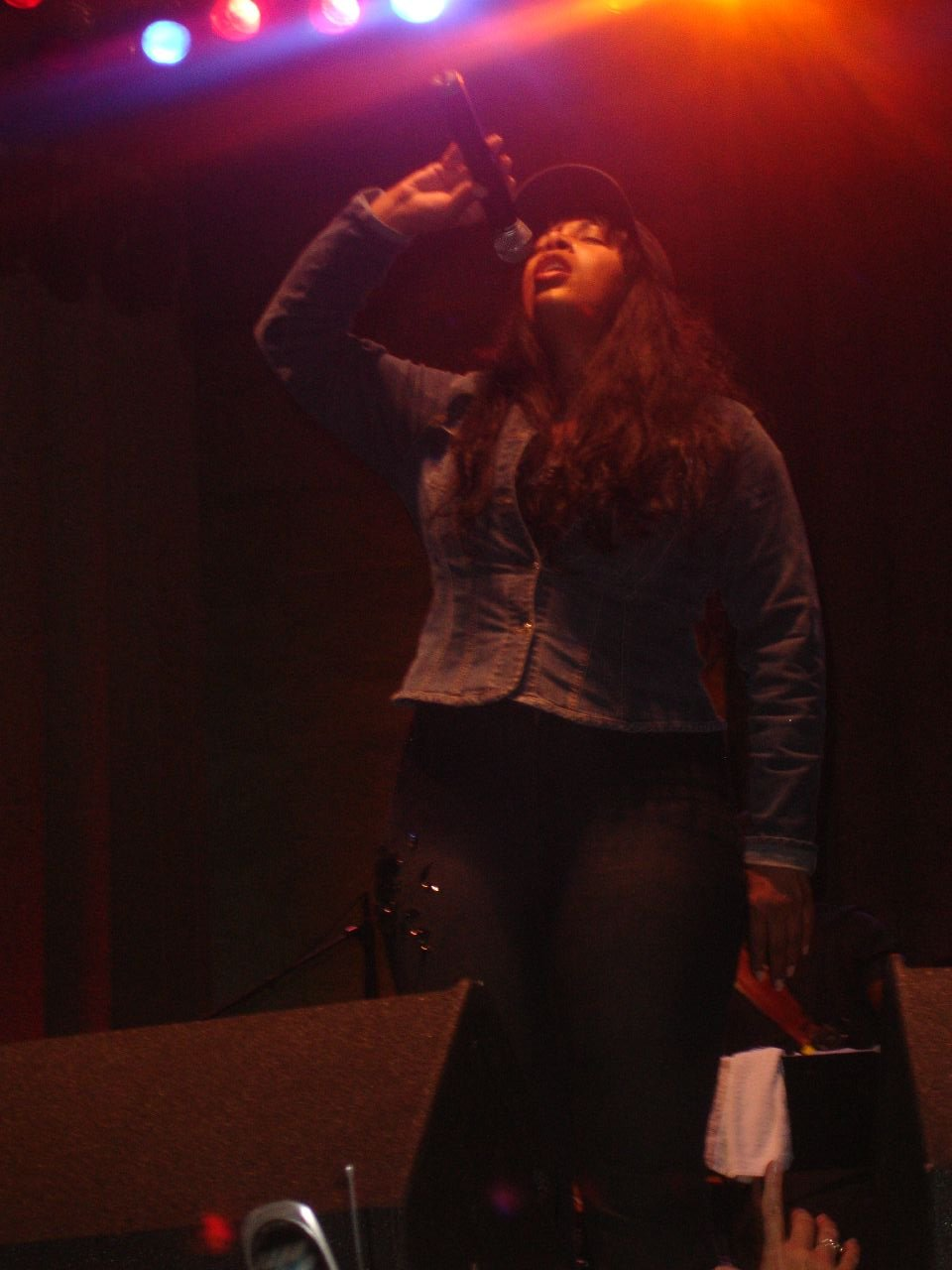
Donna Summer en 2005.

En 1996, participó en el álbum Gently de Liza Minnelli, cantando a dúo Does He Love You.
Ya en 1999, protagonizó un recital para el canal de televisión VH1 cuyo título (Donna Summer - Live and More Encore) aludía a su primer disco en directo grabado dos décadas antes (Live and More). Del recital se publicó un álbum con dos canciones extra, grabadas en estudio. La primera de ellas dio a Donna un nuevo éxito: I Will Go With You, una versión bailable de la balada de corte operístico Con te partirò, dada a conocer por Andrea Bocelli y Sarah Brightman. La segunda canción, ya entre el estilo música disco y el house, fue Love Is the Healer. El álbum relanzó a Donna Summer a las listas de ventas. La crítica elogió su buen estado de forma a pesar de su edad madura; su voz seguía sonando con fuerza. En esa época, se comentó que se preparaba un musical sobre la vida de la cantante (My Life), un proyecto que finalmente no logró hacerse realidad. 
Donna Summer participó esporádicamente en televisión; en 1994 y 1997 asistió a varios capítulos de la serie estadounidense Cosas de casa donde interpretaba a la tía Oona.

### 2000-2012: Relativo silencio y reaparición
Ante el éxito de 1999 se habló de que este repunte comercial era el inicio de una reaparición más duradera, con nuevos álbumes, si bien el siguiente se demoró hasta 2008, cuando Summer publicó Crayons, en el que experimentaba con ritmos latinoamericanos. En 2011 lanzó la canción To Paris with Love, que resultaría ser la última.
En 2011, se comentó que Donna estaba trabajando en grabar a dúo una canción junto a la española Soraya Arnelas: You´ve Got The Music, que iría incluida en el nuevo disco de la extremeña (Dreamer). Sin embargo, el álbum ya publicado no incluyó dicho dueto y la mencionada canción fue interpretada enteramente por Soraya.

## Muerte

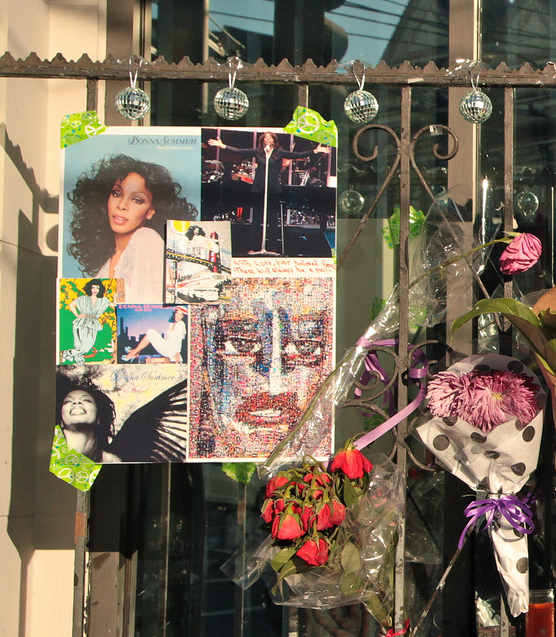
Homenaje hecho por sus fanáticos en San Francisco.

El 17 de mayo de 2012, Summer murió por la mañana, en su casa en Naples, Florida a la edad de 63 años, después de ser diagnosticada de cáncer de pulmón, que no estaba relacionado con el tabaquismo.
Se cree que el desarrollo de su enfermedad fue causado por la inhalación de partículas tóxicas tras los ataques terroristas del 11 de septiembre de 2001, en Nueva York. Pero la causa podía ser otra: como ya ocurrió con otros pintores en todo el mundo, no se descarta que el cáncer fuese debido a la inhalación de los gases de los óleos que Donna empleaba para pintar; una de sus aficiones menos conocidas. 
A Summer la sobreviven su esposo, Bruce Sudano, y sus hijos, Brooklyn, Amanda y Mimi. Su funeral se celebró en Nashville, Tennessee, el 23 de mayo de 2012, y fue enterrada en Harpeth Hills.

## Vida personal

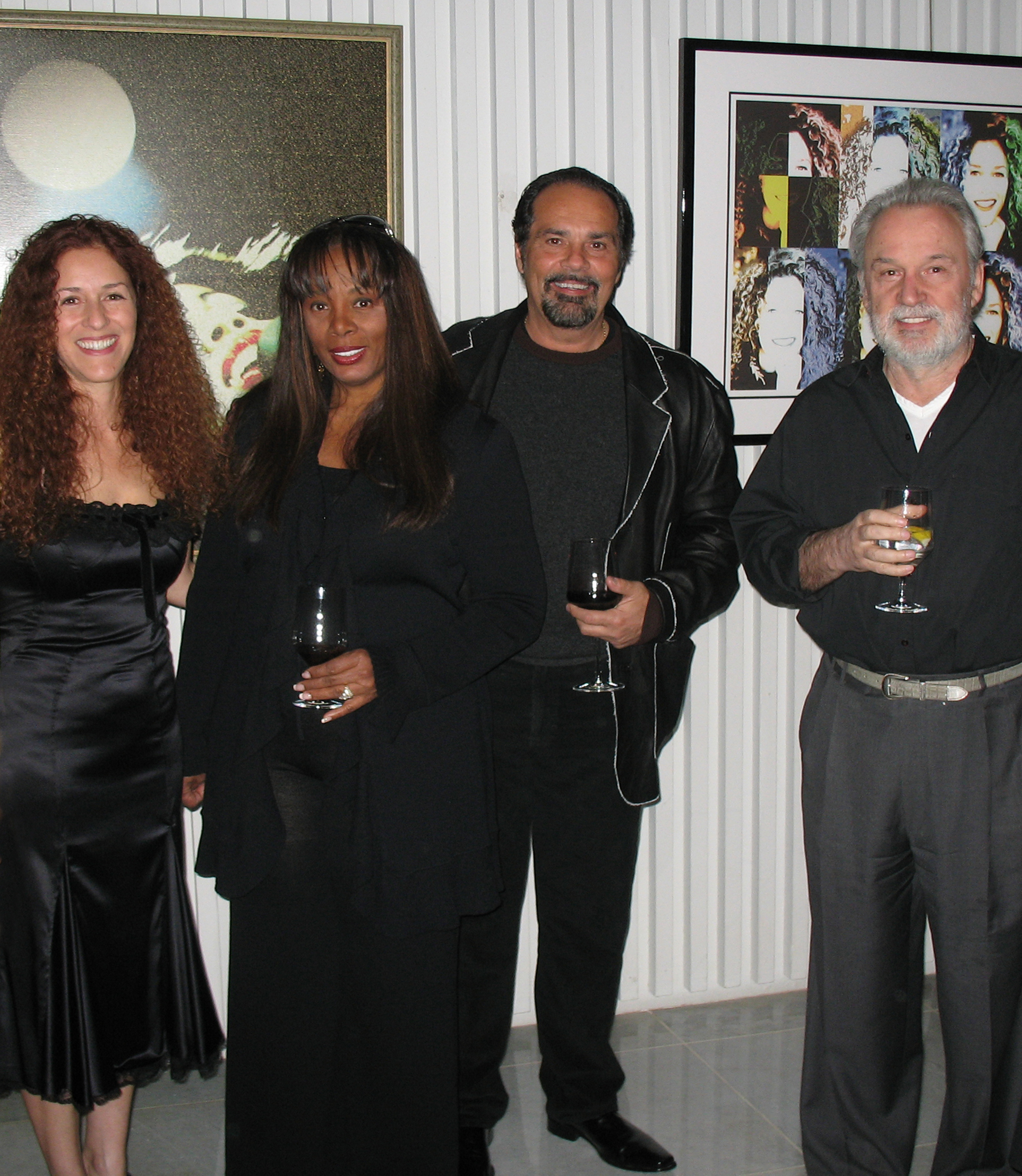
Summer con su segundo esposo Bruce Sudano, y Giorgio Moroder, 2007

Se casó con el actor alemán Helmuth Sommer en 1972, durante su estancia en Viena y al año siguiente tuvieron una hija llamada Mimi Sommer. Los Sommer se divorciaron en 1975 por problemas de violencia entre Helmuth y Donna. Pese a ello, la artista conservó su apellido de casada, pero sustituyó la letra "o" por la "u" y convirtió su apellido en Summer.
Donna conoció al músico estadounidense Bruce Sudano en 1978 cuando él era miembro del grupo Brooklyn Dreams (compusieron juntos el éxito "Bad Girls") y se casaron dos años después. Tuvieron dos hijos Brooklyn y Amanda Sudano y el matrimonio siguió unido hasta el fallecimiento de la cantante en 2012.
En 1994 Donna inició una vida más discreta; se mudó con su familia de Los Ángeles a Nashville, y se volcó hacia la pintura. Fue una consumada artista y llegó a exponer en Japón, apoyada por Steven Spielberg.
Donna Summer se convirtió en una mujer con muchas cualidades según su familia, era pintora, cantante, productora, actriz y escritora. Escribió dos libros ya publicados, y además se hizo socia y productora en la compañía cinematográfica Warner Bros., con quienes produjo dos series cómicas distintas.

## Legado
La influencia de Donna Summer en la música pop y dance actuales es innegable, tanto por el sonido acuñado por su productor Giorgio Moroder como por su exuberante imagen, con una puesta en escena y vestuario que marcaron tendencia en los años 70, una época ahora recordada con nostalgia y periódicamente recreada por la moda. 
Canciones suyas como I Feel Love han sido interpretadas en directo por Kylie Minogue, Blondie y John Frusciante de los Red Hot Chili Peppers. Con respecto a Minogue, el tema homónimo de su álbum de 2000 Light Years, toma inspiración en la canción I Feel Love. Se replican fragmentos (samples) de sus canciones en canciones nuevas de Beyoncé (Naughty Girl se inspiró en Love To Love You Baby) y Madonna (cuya canción Future Lovers incluye un fragmento de I Feel Love) y de la cantante Dua Lipa en su canción "Physical" ya que contiene un pequeño sample y sigue casi las mismas pistas de música disco del sencillo de Donna en su canción "«She Works Hard for the Money". 
En el ámbito hispano cabe destacar Fuego de pasión, canción de la española Mónica Naranjo, que es una versión adaptada por ella del gran éxito de Donna Love's About to Change My Heart. Igualmente, los Pet Shop Boys han admitido haberse inspirado en I Feel Love para crear su éxito So Hard del álbum Behaviour de 1990.

## Discografía

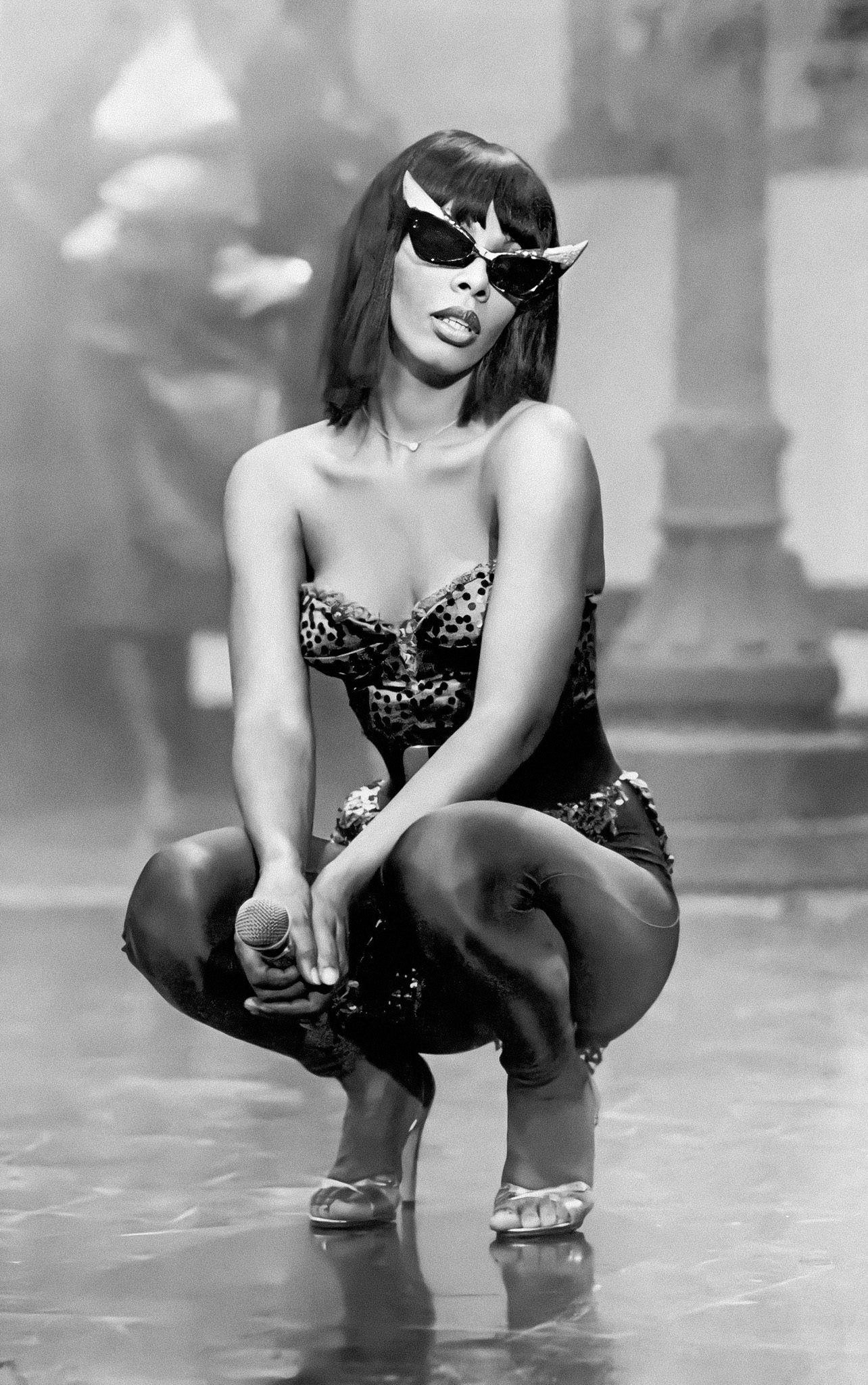
Summer en enero de 1980

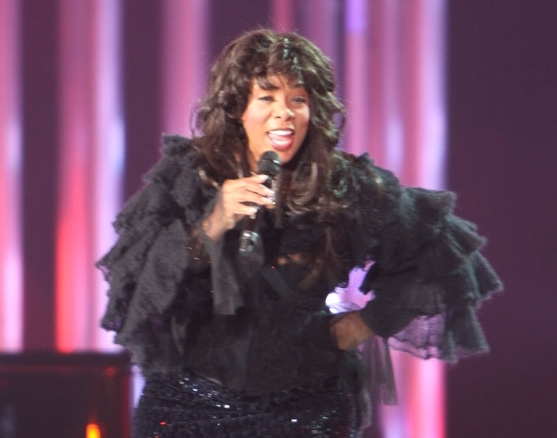
Donna Summer en diciembre de 2009.

### Álbumes de estudio
- 1974 Lady of the Night
- 1975 Love to Love You Baby
- 1976 A Love Trilogy
- 1976 Four Seasons of Love
- 1977 I Remember Yesterday
- 1977 Once Upon a Time
- 1979 Bad Girls
- 1980 The Wanderer
- 1981 I'm a Rainbow
- 1982 Donna Summer
- 1983 She Works Hard for the Money
- 1984 Cats Without Claws
- 1987 All Systems Go
- 1989 Another Place and Time
- 1991 Mistaken Identity
- 1994 Christmas Spirit
- 1999 Love Parade 12" / (Contribución con Westbam & Dr. Motte) / Music is the Key
- 2008 Crayons